# Тиберий Юлий Кандид Марий Целс
Тиберий Юлий Кандид Марий Целс (на латински: Tiberius Iulius Candidus Marius Celsus; † 109 г.) e политик и сенатор на Римската империя през 1 век и началото на 2 век.
Произлиза от провинция Африка. През 69/70 г. e приет в сената, а през 72 г. става член на колегията арвалски братя. През 86 г. Марий Целс е суфектконсул заедно със Секст Октавий Фронтон. От 87/88 до 91/ 92 г. е легат на Галация и Кападокия. През 105 г. става редовен консул заедно с Авъл Юлий Квадрат. През 109 г. умира.